# Mihail Porecenkov
Mihail Porecenkov (Михаи́л Евге́ньевич Поре́ченков, n. 2 martie 1969, Leningrad, URSS) este un actor rus de teatru și film, regizor, scenarist, producător, prezentator, artist emerit al Federației Ruse (2006). A câștigat faima prin rolul din serialul "Agent de securitate națională".

## Biografie
S-a născut la 2 martie 1969 în Leningrad (acum Sankt Petersburg), în familia marinarului Evgheni Mihailovici Porecenkov. Pînă la vîrsta de cinci ani a trăit cu bunica, în regiunea Pskov, a studiat la școala din orașul natal, apoi a plecat cu părinții în Varșovia,, Polonia, unde a studiat la școala-internat, de la sfârșitul anilor 1970 pînă în anul 1986.

## Filmografie

### Regizor
- 2008 — День Д

### Dublaj
- 1999 — Шестое чувство — Малколм Кроу (Брюс Уиллис)
- 1999 — Воскрешая мертвецов — Том Уоллс (Том Сайзмор)
- 2001 — История рыцаря — Уильям Тетчер (Ульрик фон Лихтенштайн из Гильдерланда) (Хит Леджер)
- 2002 — Али Джи в парламенте — Али Джи (Саша Барон Коэн)
- 2005 — Таггер: Джип, который хотел летать (мультипликационный) — Таггер (Джеймс Белуши)

### Televiziune
- «Запретная зона» (ТНТ, 2003—2005)
- «Кулинарный поединок» (НТВ) — (с 19 апреля 2008 года по 15 января 2011 года)
- «Битва экстрасенсов (Lupta parapsihologilor)» (ТНТ) — 1-7 сезоны.
- «Что делать» вместе с ведущим с Денисом Гребенюком (Перец)
- «Побег» (Россия-2) — (с 17 по 28 августа 2015 года)

## Legături externe
- Site oficial
- Interviu cu Mihail Porecenkov pe site-ul zwezda.ru